# سفيان بن دبكة
سفيان بن دبكة (مواليد 9 أغسطس 1992 في المقارية) هو لاعب كرة قدم جزائري يلعب مع نادي الفتح و‌منتخب الجزائر.

## المسيرة الدولية
في 2 يونيو 2016، حقق بن دبكة الظهور الدولي الأول له مع المنتخب الجزائري الأول في تصفيات كأس الأمم الأفريقية لكرة القدم 2017 ضد سيشل، حيث دخل كبديل في الدقيقة التسعين. في سنة 2021 شارك مع منتخب بلاده في بطولة كأس العرب المقامة بقطر ولعب كل المباريات بشكل أساسي وكان عنصر مهم فيها إنتهت بتتويجه مع منتخب بلاده الجزائر باللقب.

## روابط خارجية
- سفيان بن دبكة على موقع قاعدة بيانات كرة القدم.إي يو (الإنجليزية)
- سفيان بن دبكة على موقع ناشيونال فوتبول تيمز (الإنجليزية)
- سفيان بن دبكة على موقع Soccerway.com (الإنجليزية)
- سفيان بن دبكة على موقع أوليمبيديا (الإنجليزية)